# Naoki Hiraoka
Naoki Hiraoka (平岡 直起 Hiraoka Naoki?, nacido el 24 de mayo de 1973 en Sakai, Osaka) es un exfutbolista japonés. Jugaba de centrocampista y su último club fue el FC Gifu de Japón.

## Trayectoria

### Clubes
| Club                 | País  | Año         |
| -------------------- | ----- | ----------- |
| Gamba Osaka          | Japón | 1992 - 2000 |
| Nagoya Grampus Eight | Japón | 2000 - 2002 |
| Shimizu S-Pulse      | Japón | 2003 - 2004 |
| FC Gifu              | Japón | 2005 - 2007 |